# Lonnie Brooks
Pour les articles homonymes, voir Baker et Brooks.
Lee Baker, Jr. dit Guitar Junior à ses débuts puis Lonnie Brooks, né le 18 décembre 1933 à Dubuisson (paroisse de Saint-Landry) en Louisiane et mort le 1er avril 2017 à Chicago (Illinois), est un chanteur et guitariste américain de blues.

## Biographie
Lonnie Brooks commence sa carrière dans un style swamp blues puis évolue ensuite vers un style plus âpre au contact du Chicago blues. En termes commerciaux, son plus grand succès est l'album Roadblues sorti en 1996 et qui a atteint la 15e place dans le classement Blues Album de Billboard.

## Discographie
- 1969 Broke An' Hungry (en tant que Guitar Jr.) (Capitol)
- 1975 Sweet Home Chicago (Black & Blue)  (réédité chez Evidence Records en 1994)
- 1978 Living Chicago Blues, Vol.3 (Alligator)
- 1979 Bayou Lightning  (Alligator)
- 1980 Blues Deluxe (Alligator/WXRT)
- 1981 Turn On The Night (Alligator)
- 1983 Hot Shot (Alligator)
- 1984 The Crawl (Charly) (en tant que Guitar Jr.) (réédition des singles de Goldband)
- 1985 Live at Pepper’s (Black Magic) (réédité chez Black Top en 1996)
- 1986 Wound Up Tight (Alligator)
- 1988 Live From Chicago-Bayou Lightning Strikes (Alligator)
- 1991 Satisfaction Guaranteed (Alligator)
- 1993 Let’s Talk It Over (1977 session), (Delmark)
- 1996 Roadhouse Rules (Alligator)
- 1997 Deluxe Edition (Alligator)
- 1999 Lone Star Shootout (avec Long John Hunter et Phillip Walker) (Alligator)